# 新型交付税
新型交付税（しんがたこうふぜい）とは、地方交付税改革の一つの道筋として、人口と面積とを基準に地方交付税の配分額を決めていこうとする考え方で、竹中平蔵総務大臣の私的懇談会「地方分権21世紀ビジョン懇談会」（座長・大田弘子）が提示し、竹中大臣が2006年5月10日の第11回経済財政諮問会議に提出した。

## 概要
（算定資料が）「電話帳ほどの厚さ」（諮問会議提出資料による）になるとされる現在の複雑な算定方式を思い切って簡素化し、地方自治体が将来の交付税額を見通しやすくする狙いもある。
ただ、現在の算定方式に比べて過疎の地方や離島にとって配分額が減少し不利になるといわれており、既に和歌山県による試算も行われている。このため、地方交付税が歳入の重要な一部を占めている地方自治体は反発している。
当初、2006年9月頃には総務省はその制度の骨格を示し、段階的に実施する方向。2007年度から交付税額のうち1ないし2兆円程度を「新型交付税」に移行し、3年後には交付税総額の1/3程度を新型交付税としたい考え。
全国知事会など、地方関係6団体は地理的条件や人口構造など、地方自治体の多様性を反映した算定方法や、新型交付税の割合等について激変緩和措置を求めている。
総務省も、具体的な制度設計においては、人口規模や土地の利用形態などによる行政コストの差を適切に反映するとともに、十分な経過措置を講じるとしている。総務省によると、都道府県分については、2006年9月に、人口・面積の算定割合を3対1程度とし、変動幅が10億円程度になるとの見通しを示している。さらに、後日、市町村分について、従来の配分額との変動幅を最小限に抑える方針で、特に小規模な町村で大幅な減額となる可能性があるため、人口・面積の割合を10対1程度にし、人口1万人未満の小規模な町村では9割の自治体が2000～3000万円程度の増減となり、ごく例外的なケースで最大5000万円程度になるとの見通しを示している。